# Ковач, Миро
Миро Ковач (хорв. Miro Kovač; род. 20 сентября 1968, Сплит) — хорватский политик, министр иностранных и европейских дел (2016).

## Биография
Родился 20 сентября 1968 года в Сплите. Учился в Загребском университете, а затем поступил в Университет Париж III Новая Сорбонна, где защитил диссертацию о национальной и европейской политике государств-членов Европейского союза, а также докторскую степень по истории международных отношений.

## Карьера
В 1995—1999 годах работал в департаменте информации Канцелярии президента Хорватии, а затем занял должность помощника советника по евроатлантической интеграции.
В 2003 года Ковач занял должность помощника министра иностранных дел, а в 2005 году стал руководителем отдела дипломатического протокола Министерства иностранных дел. С 2008 по 2013 год он был послом Хорватии в Германии.
В 2014 год Ковач был назначен на должность международного секретаря Хорватского демократического содружества. Во время президентских выборов 2014—2015 годов он был руководителем предвыборной кампании президента Колинды Грабар-Китарович.
22 января 2016 года в кабинете премьер-министра Тихомира Орешковича он занял пост министра иностранных и европейских дел. В октябре того же года его преемником стал Давор Иво Стир.

## Личная жизнь
Ковач женат и имеет троих детей. Он свободно говорит на хорватском, английском, немецком и французском языках, а также понимает итальянский и голландский языки.